# 아자 나오미 킹
에이자 나오미 킹(Aja Naomi King, 1985년 1월 11일 ~ )은 미국의 배우이다.

## 출연 작품
- 모가디슈에서 온 소녀 (2019)
- 업사이드 (2017)
- 하우 투 겟 어웨이 위드 머더 시즌3 (2016)
- 국가의 탄생 (2016)
- 하우 투 겟 어웨이 위드 머더 시즌2 (2015)
- 범죄의 재구성 (2014)
- 한 번 더 해피엔딩 (2014)
- 36 세인트 (2013)
- 포 (2012)
- 에밀리의 병원 24시 (2012)